# Paul Hermann Müller
Paul Hermann Müller (født 12. januar 1899, død 12. oktober 1965) var en schweizisk kemiker.
Paul Müller opdagede i 1939 DDT's insektdræbende virkning, og den opdagelse fik han nobelprisen for i 1948. 